# خانه چینی ساز
خانه چینی ساز مربوط به دوره قاجار است و در دزفول، محله صحرا بدر مغربی واقع شده و این اثر در تاریخ ۱۷ اسفند ۱۳۸۱ با شمارهٔ ثبت ۷۸۷۶ به‌عنوان یکی از آثار ملی ایران به ثبت رسیده‌است.
لقب چینی ساز از القاب اصیل و مشهور موجود در دزفول می‌باشد که منتسب به این منطقه جغرافیایی و خانه باستانی است و مردمانش اصالت ایرانی خویش را حفظ کرده‌اند.